# Thorsten Sellin
Johan Thorsten Sellin, född 26 oktober 1896 i Örnsköldsvik, död 1994, var en svenskamerikansk sociolog och kriminolog.
Thorsten Sellin var son till målaren Jonas Sellin. Efter realskolexamen vid Örnsköldsviks samskola 1912 emigrerade han 1913 till Kanada och fortsatte efter två år till USA. Han blev Bachelor of Arts vid Augustana College 1915 samt Master of Arts 1916 och Doctor of Philosophy 1922 vid University of Pennsylvania, Philadelphia. 1924–1925 studerade han i Paris. Han var lärare i moderna språk vid skolor i Minneapolis 1916–1920 och var därefter knuten till University of Pennsylvania, där han 1921 blev instructor, 1922 assistant professor och 1930 professor, allt i sociologi. Från 1945 var han chef för universitetets sociologiska avdelning. Han var verksam inom ett flertal vetenskapliga och socialpolitiska institutioner. Åren 1946–1947 vistades han i Sverige, där han dels som expert biträdde 1938 års strafflagsberedning, dels föreläste vid Stockholms högskola och universiteten. Från 1949 var Sellin generalsekreterare i Commission internationale pénale et pénitentiaire i Bern. Sellin var ansedd som en av USA:s främsta kriminologer. Hans första vetenskapliga skrift var Marriage and Divorce Legislation in Sweden (1922), en summarisk framställning av den svenska äktenskapslagstiftningens historia med antydande av den sociala bakgrunden. I Research Memorandum on Crime in the Depression (1937) och Culture Conflict and Crime (1938), båda utgivna av Social Science Research Council, framlade Sellin uppmärksammade undersökningar angående kriminologins metod, i vilka han hävdade det sociologiska begreppsschemats överlägsenhet över det juridiska. The Criminality of Youth (1940, utarbetad inom The American Law Institute) var till sin huvuddel en sammanställning av ett omfattande material angående ungdomsbrottsligheten. I Sellins produktion märks även Pioneering in Penology (1944), vilken skildrade de genomgripande holländska fångvårdsreformerna omkring 1600, samt några smärre skrifter 1947–1948 angående svensk strafflagstiftning. Från 1929 redigerade han The Annals of the American Academy of Political and Social Science. Under sin verksamhet som språklärare utgav han 1921 för amerikansk publik Strindberg Lycko-Pers resa med anmärkningar och ordlista (i Bonniers College Series of Swedish Textbooks).